# André Joubert
André Johan Joubert (Ladysmith, 15 de abril de 1964) es un empresario de telecomunicación y exjugador sudafricano de rugby que se desempeñaba como fullback. Representó a los Springboks de 1989 a 1997 y se consagró campeón del mundo en Sudáfrica 1995.

## Carrera
Jugó una temporada profesionalmente, cuando solo lo era en Italia, en el Amatori Catania y tiene el honor de haber jugado seis partidos para los Barbarians, marcando 44 puntos. El primero fue en 1991 contra Escocia y el último fue en 1999 ante los Leicester Tigers (aquí quebró el tackle de Geordan Murphy y marcó un try).

### Súper Rugby
En 1996 se hizo profesional con los Sharks, participó de las primeras cuatro temporadas del Súper Rugby y bajo la dirección de Ian McIntosh integró una de las mejores plantillas del equipo: Mark Andrews, Adrian Garvey, Henry Honiball, James Small y el capitán Gary Teichmann.
En la temporada inaugural, la franquicia perdió la final, Joubert con 11 tries fue el segundo máximo anotador del torneo y resultó elegido Mejor jugador sudafricano del Año.

## Selección nacional
Fue internacional con los Blitzboks de 1992 a 1994 y participó de la Copa del Mundo de Rugby 7 de 1993, finalizaron en el 5.º puesto.

### Springboks
Cecil Moss lo convocó a los Springboks por primera vez en 1989, como suplente de Johan Heunis y este fue el último partido del seleccionado durante el apartheid. Con la abolición del anterior en 1992, el entrenador John Williams prefirió a Theo van Rensburg para el el regreso y demás compromisos.
Ian McIntosh lo volvió a convocar pero eligió a Hugh Reece-Edwards en la titularidad y finalmente, Kitch Christie fue quien le otorgó la titularidad indiscutida en 1994. Joubert la mantuvo hasta su retiro internacional en 1997, con los técnicos Andre Markgraaff y Carel du Plessis.
En la historia de los Springboks es recordado como el digno sucesor de Heunis y antecesor de Percy Montgomery. En total jugó 34 partidos y marcó 115 puntos.

### Participaciones en Copas del Mundo
Christie lo llevó a Sudáfrica 1995 y en cuartos de final, ante Samoa, Joubert se quebró la mano y se creyó que tendría que abandonar el mundial, pero se negó a ser desafectado y jugó la semifinal ante Les Bleus con la mano rota. En la final del campeonato, la defensa de Chester Williams, Joubert y James Small fue clave para bloquear al mejor ataque del torneo: Jonah Lomu, Glen Osborne y Jeff Wilson.
| Mundial                       | Sede      | Resultado | PJ | Pts |
| ----------------------------- | --------- | --------- | -- | --- |
| Copa Mundial de Rugby de 1995 | Sudáfrica | Campeón   | 5  | 0   |

## Estilo de juego
Es considerado el tercer mejor fullback de los años 1990, detrás del escocés Gavin Hastings y el australiano Matt Burke. Fue apodado el Rolls-Royce de los fullbacks por su juego elegante, que se caracterizó por su frialdad para mantener la calma bajo presión, lo que lo hacía muy seguro en la defensa y era más letal en el ataque: leía el juego con mucha efectividad, sabía donde apoyar a sus compañeros y cuando perforar la defensa; con el balón tenía una rápida aceleración y era ágil para eludir. Además, su humildad era tal: que nunca festejaba sus tries.

## Palmarés
- Campeón de la Currie Cup de 1992, 1995 y 1996.

Mantuvo una gran amistad con Joost van der Westhuizen, compartieron habitación durante Sudáfrica 1995 y juntos solían pescar y jugar al golf. En el funeral, Joubert cargó el ataúd con Morné du Plessis, Francois Pienaar y familiares de van der Westhuizen.